# Trouble (canção de Coldplay)
"Trouble" é uma canção da banda inglesa de rock alternativo Coldplay. A banda compôs a música e co-produziu com o produtor britânico Ken Nelson para o álbum de estréia da banda, Parachutes. A canção repete a palavra "trouble" em toda a letra, e sua base de música é minimalista.
A canção foi lançada em 26 de outubro de 2000 como o terceiro single do álbum, e alcançou a posição de número 10 na UK Singles Chart, tornando-se o segundo single Top 10 da banda naquele país. Apesar disso, "Trouble" não teve um desempenho tão bom nas paradas musicais dos Estados Unidos. A imprensa musical a considerou quase tão bem sucedido quanto seu antecessor, "Yellow". Duas versões diferentes do videoclipe para o single foram lançados.

## Produção e composição
Segundo o vocalista do Coldplay, Chris Martin, ele escreveu "Trouble", como resultado de seu próprio comportamento. Ele lembra, "Havia algumas coisas ruins acontecendo na nossa banda... A canção é sobre o mal comportando de alguém que você realmente ama e eu estava fazendo, certamente para alguns membros da banda." Ele acrescentou que já era tempo de agir de uma forma mais madura. Os outros três membros do Coldplay co-escreveram a canção.
O produtor britânico Ken Nelson e a banda produziram "Trouble" para o seu álbum de estreia, Parachutes. A faixa foi gravada quatro vezes antes de a banda se estabelecer no que eles realmente queriam ter. O último taque foi gravado em Pro Tools com um chocalho para fornecer o ritmo para a faixa. No entanto, a banda optou pelas três primeiras versões. Para o fundo da faixa, o baterista Will Champion tocava bateria e Martin tocava piano; depois o baixo, o guitarrista Jonny Buckland adicionou a seção de guitarra. Na gravação do piano para a faixa, a banda usou dois microfones —um para dar brilho a sonoridade e um com um som mais alto. Nelson, que queria mantê-la simples, escolheu o microfone com o som mais alto assim que ouviu mixado em "Trouble".
"Trouble" foi mixado em Nova Iorque pelo engenheiro americano Michael Brauer. A versão inicial da mixagem, que foi enviado de volta para a banda e Nelson, não estava com uma qualidade totalmente no que a banda desejava, assim teve que ser refeita. De acordo com Nelson, "o vocal foi compreensivo e o piano estava muito simples". Apesar disso, ele não culpa Brauer, porque ele não estava presente durante o desenvolvimente, na época, na gravação do álbum.
Como a canção "Yellow", que repete a palavra "yellow", Martin escreveu "Trouble", com o uso repetitivo da palavra "trouble". A letra da canção está com "temas emocionais"; incluindo pedidos de desculpas, o amor não correspondido, e saudade. Sua base de música é minimalista. "Trouble" é construído em torno de um piano, com uma caixa de fundo que foi misturado muito baixo. A caixa tende a ser inaudível quando as guitarras começam a tocar.

## Lançamento e recepção

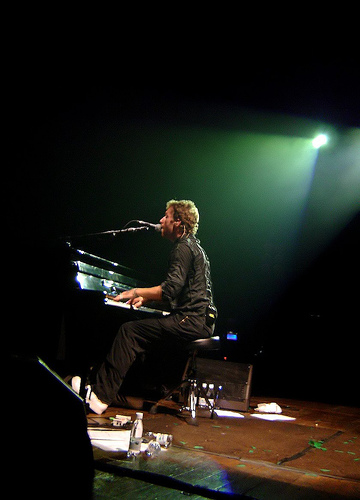
Chris Martin tocando "Trouble" no piano durante um show no Brasil, em fevereiro de 2007.

"Trouble" foi lançado em 26 de outubro de 2000 no Reino Unido, e em 18 de dezembro de 2001 nos Estados Unidos como o terceiro single de Parachutes. Um CD com edição limitada do single foi lançado, caracterizando um remix das músicas "Yellow", o primeiro single do álbum nos EUA, e "Have Yourself a Merry Little Christmas". Ele foi lançado com 1.000 cópias, e foi emitido apenas para os fãs e jornalistas. Um EP intitulado Trouble – Norwegian Live EP foi lançado no verão de 2001.
Como outras de suas canções, Coldplay recusou várias ofertas de usar "Trouble" para propagandas comerciais. Em 2004, a banda rejeitou multi-milhões de Euros oferecidos pela Diet Coke e Gap para usar a canção e "Don't Panic", o quarto single do álbum. Pediram ao empresário da banda Phil Harvey para não encaminhá-los a tais ofertas, pois "uma conversa pode levar ao desentendimento". O ator americano Sylvester Stallone estava interessado em usar a música para a trilha sonora de seu filme de 2001 Driven, mas a banda recusou.
"Trouble" fez um sucesso comercial. Ela alcançou a posição de número 10 na UK Singles Chart, tornando-se o segundo single da banda a atingir o Top 10 naquele país, depois de "Yellow". Além do sucesso dos singles anteriores do álbum, o desempenho de "Trouble" foi atribuído como o "colossal de vendas" de Parachutes no Reino Unido.
A recepção positiva do single continuou quando a equipe britânica Lost Witness fez uma versão remixada da canção, que foi lançado e tornou-se um "hino na pista de dança". Com três singles lançados com sucesso, a banda decidiu abandonar os seus planos iniciais de lançar "Don't Panic" como o quarto single do álbum, considerando suficiente o lançamento de singles do álbum no Reino Unido. "Don't Panic", no entanto, acabou por sendo lançada em algumas regiões européias.
Nos Estados Unidos, o single não obteve um desempenho tão bom considerado ao bem sucedido "Yellow". Ele alcançou a posição de número 23 no Hot Adult Top 40 Tracks e 28 na Alternative Songs, dos Estados Unidos. Martin afirmou que o single se livrou de ser "um hit falhado" da banda. A banda achava que não iria se dar bem no país, porque eles não haviam considerado como um "grande" single.
A canção está presente no primeiro álbum ao vivo do Coldplay, Live 2003.

## Videoclipes
A versão original europeia do vídeo de "Trouble" foi dirigido pela diretora britânica Sophie Muller, filmado no rancho Newhall, California. O Velho Oeste é o tema do vídeo, Martin se apresenta como um prisioneiro num armazém escuro, amarrado com cordas a uma cadeira, sendo circundado por carros em uma noite fria. Os outros membros da banda são vistos no andar superior em uma sequência de câmera lenta onde Buckland e Champion lutam com o baixista Guy Berryman, amarrando-o em outra cadeira e forçando-o a olhar para frente. Neste momento, Martin tente se levantar e cai da cadeira. Ele canta a linha do final da canção ("They spun a web for me...") antes que a escuridão de repente se transforme em luz do dia. Um belo nascer do sol é então revelado, mas como a câmera vai para fora, ele se revela falso e parte para um grande cenário de teatro, com Martin ainda deitado de lado, amarrado à cadeira.
A versão do vídeo dos EUA, foi criado e dirigido por Tim Hope. O vídeo segue como o mesmo jeito de "Don't Panic" mostrando a faixa de corte em duas dimensões outs. A banda está a bordo de uma carruagem do cavalo que os cruzam ao longo de uma floresta. No topo de uma montanha, uma mulher joga água nas plantas dentro de casa. Um pequeno corvo voa até a casa, onde se transforma em uma ave mais ameaçadora. Ela voa sobre a casa e se transforma em uma nuvem negra, com chuva que se derrama sobre a terra. A chuva causa pequenos buracos por onde cai, e as penas do corvo se sobressaem dos buracos. Finalmente um tornado torna a casa, e levanta-os de suas fundações e coloca as pessoas em um ambiente mais suburbano. Os visuais aclamado por Tim ganhou um MTV Video Music Award de Melhor Direção de Arte em 2002. Ele também foi indicado na categoria Vídeo Inovador.

## Presença em "Um Anjo Caiu do Céu - Internacional"
A canção foi incluída na trilha sonora internacional da novela "Um Anjo Caiu do Céu", exibida em 2001 pela TV Globo. Na trama de Antonio Calmon, a canção foi tema da personagem "Duda", defendida por Patrícia Pillar.

## Faixas
| N.º | Título                                  | Duração |  |
| 1.  | "Trouble"                               | 4:30    |  |
| 2.  | "Brothers and Sisters"                  | 4:50    |  |
| 3.  | "Shiver" (Jo Whiley's Lunchtime Social) | 4:23    |  |

## Desempenho nas paradas musicais
| País/Parada (2000-2001)                      | Melhor posição |
| -------------------------------------------- | -------------- |
| Estados Unidos (Billboard Alternative Songs) | 28             |
| França (SNEP)                                | 60             |
| Holanda (Dutch Top 40)                       | 67             |
| Itália (FIMI)                                | 16             |
| Irlanda (IRMA)                               | 16             |
| Nova Zelândia (RIANZ)                        | 36             |
| Polônia (ZPAV)                               | 9              |
| Reino Unido (The Official Charts Company)    | 10             |